# Aleš Bravničar
Aleš Bravničar, slovenski fotograf, * 13. september 1975, Ljubljana.
S fotografiranjem se je Bravničar začel intenzivno ukvarjati sredi devetdesetih let 20. stoletja. Kmalu je postal cenjen, najbolj pa se je uveljavil kot editorialni in reportažni fotograf. V svoji karieri je sodeloval z največjimi imeni slovenske estrade, njegove fotografije pa se redno pojavljajo na naslovnicah najbolj prodajanih revij v Sloveniji kot na primer Playboy.